# 重川純子
重川 純子（しげかわ じゅんこ）は、日本の経済学者・家政学者。埼玉大学教育学部生活創造講座教授・埼玉大学大学院教育学研究科教授、東京学芸大学大学院連合学校教育学研究科教授。専門は家庭経営学、生活経済学。

## 来歴
研究分野は、家計を中心とした生活経営の実証的研究。世帯の外部環境及び内部環境と家計構造の関係を統計資料，パネルデータを用い分析している。ここに至る研究で、妻の就業変化，結婚・出産による家計の変化を，費目配分の他，家計組織，夫妻間の配分等について分析した。社会環境の異なる外国との対比、長期記帳された家計簿を資料とした家計の実態分析を行っている。

### 学歴
- 1989年 お茶の水女子大学大学院家政学研究科修士課程修了
- 1987年 お茶の水女子大学家政学部卒業

### 職歴
- 1998年 埼玉大学教育学部助教授を経て、教授
- 1994 – 1998年 (財)家計経済研究所研究員
- 1992 – 1994年 香川県明善短期大学家政学科講師
- 1990 – 1992年 香川県明善短期大学家政学科助手

## 所属学会
- 日本家政学会
- 生活経済学会
- 社会政策学会
- 日本家庭科教育学会
- 国際家政学会
- 日本ニュージーランド学会

## 主な著書
- 『改訂新版 生活経済学』放送大学教育振興会 2020年3月
- 『生活者の金融リテラシー : ライフプランとマネーマネジメント』上村協子, 藤野次雄, 重川純子編著 朝倉書店 2019年11月
- 『新訂 生活経済学』放送大学教育振興会 2016年3月
- 『御船美智子論文集』御船美智子論文集刊行委員会編 光生館 2015年3月
- 『若者の生活設計および金融教育のための家計調査方法の開発 : 簡易保険文化財団平成18年度調査研究助成報告書』上村協子研究代表 大学生の経済生活実態と金融教育研究会 2007年
- 『家計研究へのアプローチ : 家計調査の理論と方法』御船美智子, 家計経済研究所編 ミネルヴァ書房 2007年3月
- 『規制改革と家庭経済の再構築』御船美智子・東珠実・色川卓男・上村協子・重川純子・鈴木真由子共著建帛社 2007年5月
- 『家計研究へのアプローチ』御船美智子編 共著ミネルヴァ書房:2007年3月 （担当p.49-80）
- 『若年世代の現在と未来』家計経済研究所[編] 共著 2005年
- 『女性たちの平成不況』樋口美雄、太田清、家計経済研究所編 日本経済新聞社(担当p.169-190) 2004年4月
- 『生活の経済』重川純子編著 放送大学教育振興会 2004年3月
- 『ニュージーランドの家族・家庭生活』家計経済研究所[編] 財務省印刷局 2003年3月
- 『現代社会の生活経営』御船美智子, 上村協子共編著 ; 藤田由紀子, 高梨千恵, 重川純子共著 光生館（担当:127-158） 2001年3月
- 『家計簿からみた近代日本生活史』（中村隆英編）東京大学出版会（担当:33-45,64-76）1993年5月